# Gerardus Johannes Koekkoek

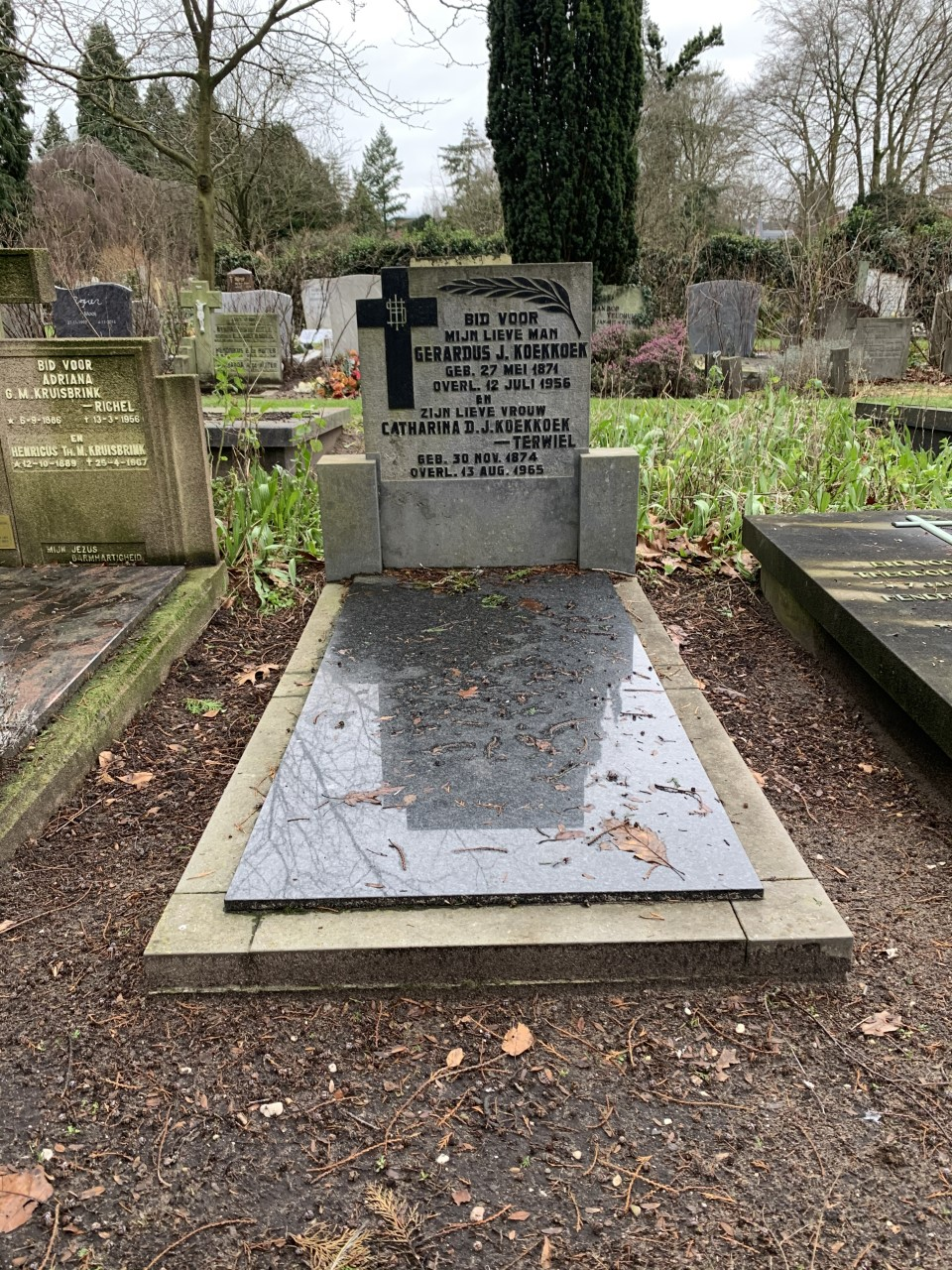
Graf Gerardus Johannes Koekkoek

Gerardus Johannes (Gerard) Koekkoek (Hilversum, 27 mei 1871 – Hilversum, 12 juli 1956) was een Nederlands tekenaar en schilder. Hij kwam uit de schildersfamilie Koekkoek. Zijn overgrootvader was Johannes Hermanus Koekkoek (1778-1851), zijn grootvader was Hermanus Koekkoek (1815-1882) en zijn vader was Johannes Hermanus Barend Koekkoek (1840-1912).

## Leven en werk
Gerardus Johannes (Gerard) Koekkoek kreeg zijn eerste lessen van zijn vader J.H.B. Koekkoek. Het grootste deel van zijn leven was hij werkzaam in Hilversum. Vanaf 1904 woonde hij daar in het pand aan de Mauritslaan 6. Gerard Koekkoek ligt samen met zijn echtgenote begraven op begraafplaats Sint Barbara.
- Biografisch Portaal: 30507442
- Nederlandse Thesaurus van Auteursnamen: 069344183
- RKD-Nederlands Instituut voor Kunstgeschiedenis: 45296
- Union List of Artist Names: 500016924
- Virtual International Authority File: 282638791
- WorldCat: E39PBJbxDTXrrfYdvWwXwrdRKd